# 弗鲁瓦德维尔 (汝拉省)
弗鲁瓦德维尔（法語：Froideville，法語發音：[fʁwadvil] ⓘ）是法国汝拉省的一个旧市镇，属于隆斯勒索涅区。2016年，弗鲁瓦德维尔与市镇樊尚合并为新市镇樊尚-弗鲁瓦德维尔。

## 地理
弗鲁瓦德维尔（46°48'35"N, 5°29'6"E）面积2.97 平方千米，位于法国勃艮第-弗朗什-孔泰大區汝拉省，该省份为法国东部内陆省份，北起上索恩省，西北接科多尔省，西临索恩-卢瓦尔省，南至安省，东与杜省和瑞士接壤。
与弗鲁瓦德维尔接壤的市镇（或旧市镇、城区）包括：勒卡诺、布瓦德冈、布雷斯地区拉绍、科默纳耶、隆巴尔、樊尚。

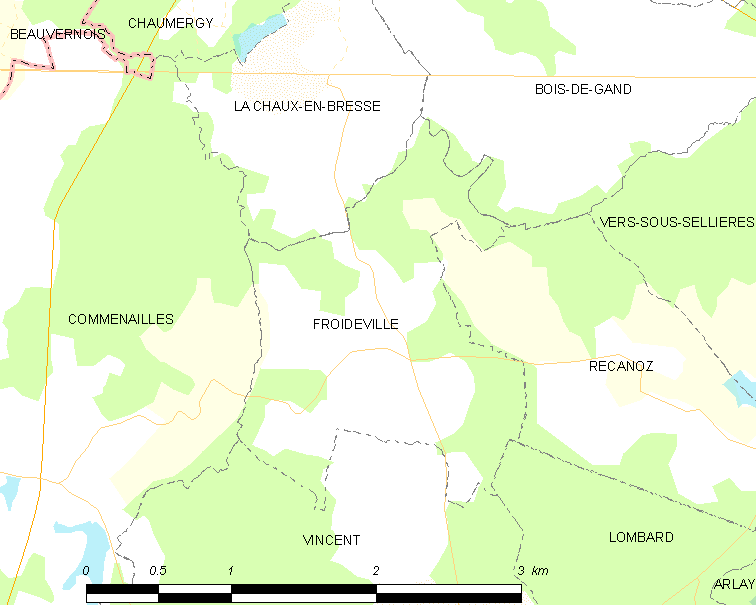
的OSM定位图

弗鲁瓦德维尔的时区为UTC+01:00、UTC+02:00（夏令时）。

## 行政
弗鲁瓦德维尔的邮政编码为39230，INSEE市镇编码为39243。

## 政治
弗鲁瓦德维尔所属的省级选区为布莱特朗县。

## 人口

1962-2008年间人口变化图示

弗鲁瓦德维尔于2018年1月1日时的人口数量为63人。